# Comeragh Mountains SAC
Comeragh Mountains SAC este o arie protejată (sit de importanță comunitară — SCI) din Irlanda întinsă pe o suprafață de 6.290,43 ha, integral pe uscat.

## Localizare
Centrul sitului Comeragh Mountains SAC este situat la coordonatele 52°14′11″N 7°34′03″W / 52.2365°N 7.5674°V.

## Înființare
Situl Comeragh Mountains SAC a fost declarat sit de importanță comunitară în august 1997 pentru a proteja 1 specie de plante și 4 specii de animale.

## Biodiversitate
Situată în ecoregiunea atlantică, aria protejată conține 9 habitate naturale: Ape oligotrofe din câmpii nisipoase, cu un conținut foarte redus de minerale (Littorelletalia uniflorae), Cursuri de apă de la nivel de câmpie la nivel montan, cu vegetație Ranunculion fluitantis și Callitricho-Batrachion, Pajiști umede nord-atlantice cu Erica tetralix, Pajiști uscate europene, Pajiști alpine și boreale, Turbării de acoperire (* exclusiv pentru turbării active), Grohotișuri silicioase de la nivelul montan până la nivelul zăpezii (Androsacetalia alpinae și Galeopsietalia ladani), Pante stâncoase calcaroase cu vegetație casmofită, Pante stâncoase silicioase cu vegetație casmofită.
La baza desemnării sitului se află mai multe specii protejate:
- plante (1): Hamatocaulis vernicosus
- păsări (4): erete vânăt (Circus cyaneus), șoim călător (Falco peregrinus), Pyrrhocorax pyrrhocorax, mierlă gulerată (Turdus torquatus)

Pe lângă speciile protejate, pe teritoriul sitului au mai fost identificate 17 specii de plante, 1 specie de păsări, 1 specie de amfibieni, 1 specie de mamifere, 1 specie de pești.